# 利奇鎮區 (伊利諾伊州韋恩縣)
利奇鎮區（英語：Leech Township）是位於美國伊利諾伊州韋恩縣的一個行政鎮區。

## 地方資料
根據2010年美國人口普查的數據，利奇鎮區的面積為139.10平方千米，當中陸地面積為138.80平方千米，而水域面積為0.31平方千米。當地共有人口452人，而人口密度為每平方千米3.25人。